# Peter Robinson (político)
Peter David Robinson (Belfast, 29 de diciembre de 1948) es un político británico, anterior ministro principal del Gobierno de Irlanda del Norte emanado de su Asamblea desde junio de 2008. Es el líder del Partido Unionista Democrático (DUP), mayoritario en la región y de ideología unionista protestante, que aboga por el mantenimiento de la unión de la región con el Reino Unido. 
Robinson ha sido miembro del parlamento británico por la circunscripción electoral de Belfast Este durante 31 años. Entró en Westminster en 1979 y perdió su escaño en las elecciones de mayo del 2010, sólo unas semanas después de un escándalo que afectó a su mujer.
Tras esa derrota dijo que se centrará en la Asamblea de Irlanda del Norte, donde sigue teniendo su escaño por el mismo distrito.

## Infancia y juventud
Robinson nació en Belfast (Irlanda del Norte) el 29 de diciembre de 1948, hijo de David y Sheila Robinson. Estudió Primaria en el colegio de Cregagh, un barrio en el sureste de la capital de Ulster. Después estudió en el Annadale Grammar School, un instituto masculino situado a orillas del río Lagan y luego en Castlereagh College, un politécnico. Cuando dejó el instituto, se hizo agente inmobiliario.

## Carrera política
Fue elegido como concejal en el Consejo de Castlereagh, en las afueras de Belfast, el 18 de mayo de 1977. Robinson dimitió de este puesto el 2 de julio de 2007.
Ganó la votación el 3 de mayo de 1979, para hacerse miembro del parlamento inglés por Belfast Este, con un apoyo del 19 % al DUP.
Robinson fue nombrado subdirector del DUP en 1980, y sustituyó a Ian Paisley cuando este dimitió de sus cargos políticos en 2008. Fue designado oficialmente ministro principal de Irlanda del Norte y líder del DUP el 5 de junio de 2008, con Nigel Dodds como subdirector del partido.
En enero de 2010 renunció temporalmente al cargo por un escándalo protagonizado por su mujer (ella había conseguido favores económicos para un amante). Fue sustituido por la ministra de Empresa, Comercio e Inversión, Arlene Foster, hasta que retomó sus funciones a comienzos de febrero.

## Vida personal
El 26 de julio de 1970, Robinson se casó con Iris Collins, también miembro del DUP y parlamentaria por Strangford, y tienen tres hijos. Peter e Iris Robinson fueron el primer matrimonio que representó a Irlanda del Norte en el Parlamento de Westminster.
Robinson y su mujer son protestantes pentecostales.
Es aficionado del Chelsea F.C. y le gustan el golf y los bolos.